# Siphonolaimus zostericola
Siphonolaimus zostericola är en rundmaskart. Siphonolaimus zostericola ingår i släktet Siphonolaimus och familjen Siphonolaimidae. Inga underarter finns listade i Catalogue of Life.